# Chintz

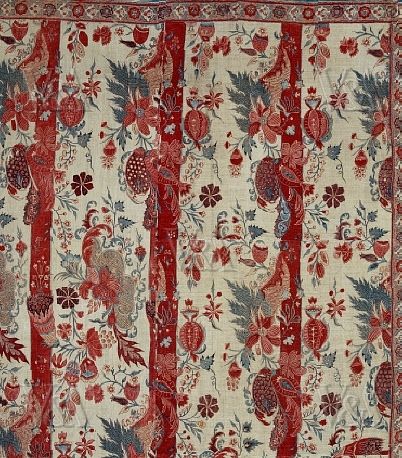
Indický chintz z období 1710–1725

Chintz je bavlnářská nebo hedvábnická tkanina se zvláštním leskem způsobeným speciální úpravou.
Používá se na dámské oděvy a bytové zařízení (nábytkové potahy, závěsy, tapety).

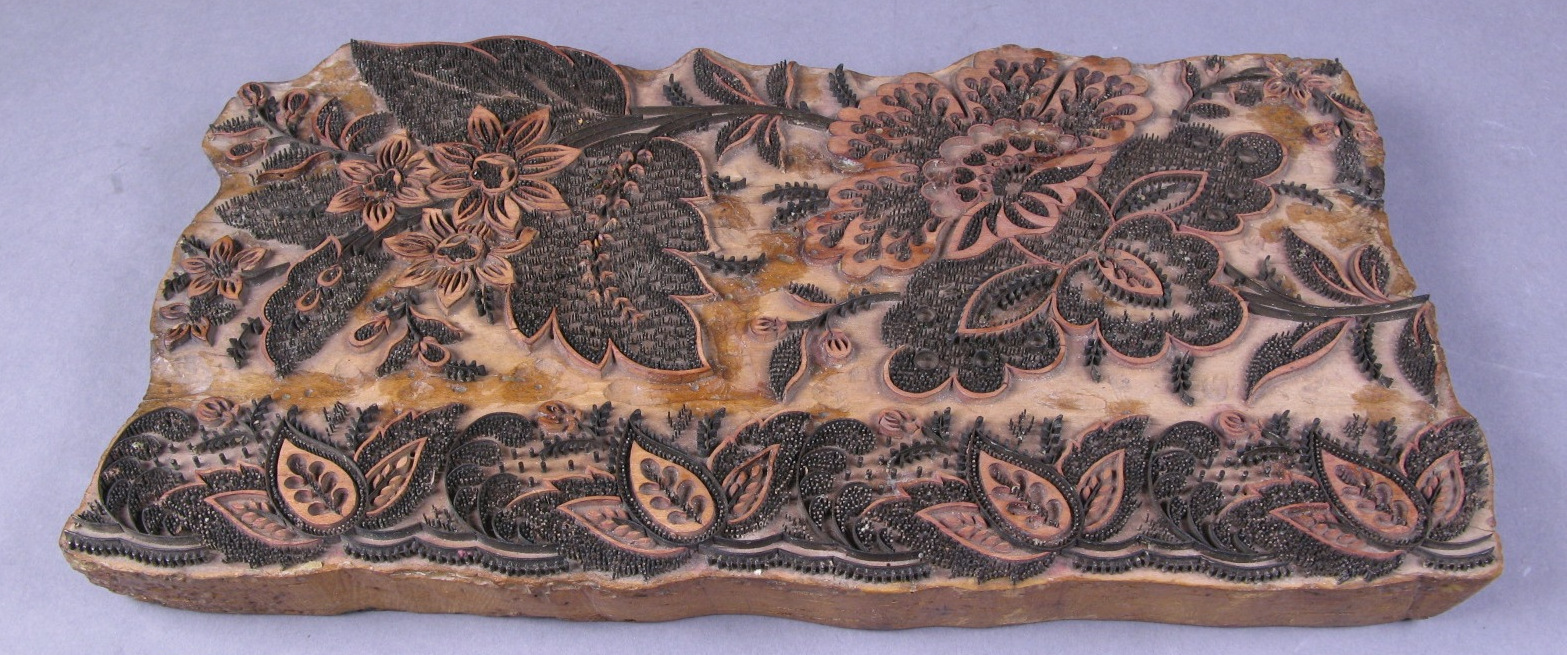
Měděná tiskařská deska s chintzovým vzorem

## Z historie chintzu
V indické Kalkutě byl chintz známý už začátkem 16. století. Do Evropy a také do USA se začal dovážet koncem 17. století, kde byl velice oblíbený u zámožných zákazníků jako oděvní i bytová textilie. (Např. George Washington měl mít ve svém domě tapety z chintzové tkaniny). Anglický výraz chintz se používá od konce 18. století (pravděpodobně odvozený z hindštiny, kde chint = lesklý).
Evropský chintz se začal vyrábět teprve s vynálezem stálých barviv a měděné tiskařské desky v 18. století.
V 19. století zájem o chintz upadl, ve 20. století se dostaly v 80. letech do módy zejména chintzové tkaniny na dámské oděvy. V 21. století se dostává znovu do popředí použití chintze na bytové zařízení (nábytkové potahy i na tapety).

## Způsob výroby

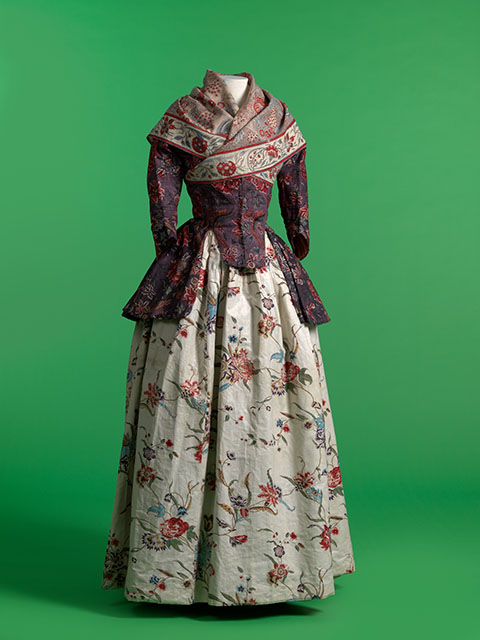
Chintz z období 1770–1800 (pravděpodobně belgický výrobek)

Standardní bavlnářská tkanina v plátnové vazbě, barvená nebo potištěná, se kalandruje lehce navlhčená frikčním kalandrem při 180-210 °C. Válec hladí, odírá a zvětšuje povrch tkaniny, čímž se dosahuje charakteristický lesk. Jestliže má lesk být permanentní, impregnuje se tkanina před kalandrováním umělou pryskyřicí. Chintz z umělých vláken může mít při využití termoplastického tvarování trvalý lesk i po prádle.